# Smaranda Brăescu
Smaranda Brăescu (Hănţeşti, mai Galați megye, Románia, 1897. május 21. – Kolozsvár, 1948. február 2.) az első román női ejtőernyős, Európa- és világcsúcstartó.

## Életpályája
Smaranda Brăescu a jelenleg Galați megyei Buciumeni község Hănţeşti nevű településén született 1897. május 21-én. 
1911-1916 között a bârladi Leányszakiskolában tanult. Ezután a család nehéz anyagi helyzete miatt a bukaresti "Elena Doamna" menhely internátusában lakva folytatta tanulmányait a "Principesa Elisabeta" Leányiskolában, majd 1924-1929 között az akkori nevén Belle-Arte Akadémia (jelenleg Universitatea Națională de Arte București) hallgatója volt.
Az első világháború idején tanítóként tért vissza szülőfalujába.
1928 nyarán Berlinben részt vett egy ejtőernyős kiképzésen, itt végezte első ugrását is, és ezáltal Franciaország, Csehszlovákia és Svájc után Románia lett a negyedik európai ország, amely hivatásos női ejtőernyőssel büszkélkedhetett. A következő két évben Romániában hajtott végre több mint tíz ugrást. Ezek némelyike igencsak kalandosra sikerült: Brassó-ban felszálláskor leállt repülőgépének a motorja, Brăilán a Dunába esett, Kolozsvárt és Szatmárnémetiben pedig fákon landolt. 1929-ben és 1930-ban két balesetet is szenvedett, így hat hónapot kénytelen volt kórházban tölteni. Felépülése után a román Légierő Főparancsnokságának (románul Comandamentului Superior al Aviaţiei) engedélyével és a Repülési Főfelügyelőség (Inspectoratului General al Aeronauticii) segítségével megkezdte felkészülését az ejtőernyős ugrás női európai (4000 m), valamint Amerikai Egyesült Államok-ban felállított világrekordjának (5384 m) az megdöntésére. Az ugrás végrehajtására a Katonai Légiparancsnokságtól 1931-ben kapta meg az engedélyt, így az év október 2-án, egy orvosi és az Aeroclub hivatalos gépe által kísérve a piperai reptérről felszállt egy Alexandru Papană által vezérelt Potez XIII géppel. 6000 méteres magasságba érve oxigénmaszk nélkül hajtotta végre 21,25 percig tartó ugrását sikeresen landolva egy bărăgani kukoricatáblában. Az ugrásnak a Fédération Aéronautique Internationale általi megerősítésével Brăescu egyszerre lett a román női és férfi rekordtartó, valamint a nemzetközi női rekorder is. Teljesítményét a Crucea de Aur a ordinului Virtutea Aeronautică kitüntetéssel ismerték el.
A vágy, hogy abszolút bajnok legyen, az Amerikai Egyesült Államokba vitte, ahol San Franciscóban edzett az Amerikai Védelmi Minisztérium engedélyével 1932. január 7-10-e között. 1932. május 19-én 7 400 m magasságból végrehajtott, a washingtoni National Aeronautic Association által megerősített ugrásával legyőzte az addigi 7233 m egy amerikai férfi által felállított világrekordot.
Polgári repülési engedélyét 1934-ben a New York-i Curtiss Weight repülőiskola tanfolyamát elvégezve szerezte meg. 1936. május 19-én saját repülőgépével világelsőként repülte át egyenes vonalban a Földközi-tengert Róma és Tripoli között.
A második világháború alatt a Fehér Repülőraj (Escadrila Albă) és a 13. repülőraj mentőrepülőgépein pilótaként szolgált, amiért 1943-ban a Mária Királyné Kereszt (Crucea „Regina Maria”) érdemrendjével tüntették ki.
Az 1946-os romániai választási csalások elleni tiltakozásául, más neves személyiségekkel együtt aláírta a Szövetségesek Ellenőrzési Tanácsának benyújtott beadványt, amely a szovjet küldöttség kezébe jutott, következésképpen Brăescut távollétében két év börtönre ítélték. Maria Popescu néven valószínűleg egy kolostorban rejtőzött el. Mellrákban betegedett meg, s bár a Kolozsvári Egyetemi Kórházban megműtötték, 1948. február 2-án elhunyt. A Házsongárdi temetőben temették el.